# 南アフリカ準備銀行
南アフリカ準備銀行（みなみアフリカじゅんびぎんこう、アフリカーンス語: Suid-Afrikaanse Reserwebank, 英語: South African Reserve Bank, "SARB"）は、南アフリカ共和国の中央銀行。総裁はレセチャ・クガニャゴ（第10代）。

## 歴史
1920年初め、南アフリカ共和国は第一次世界大戦の影響によって財政、金融が不安定な状況にあった。それを監督することを目的とした"1920年8月10日通貨銀行法"が議会で通過。1921年に設立されている。

## 役割
南アフリカ準備銀行は以下の手段によって金融政策を実行している。
- 公定歩合操作
- 公開市場操作
- 預金準備率操作
- 為替レートの安定化
- 金融機関への資金供給
- 金融機関との割引取引
- 貨幣の発行
- 破損貨幣の回収・再生
- 政府の銀行
- 金地金の管理

## 歴代総裁
- ウィリアム・ヘンリー・クレッグ（1920年 - 1921年）
- ヨハネス・ポストマス（1931年 - 1945年）
- マイケル・ヘンドリック・デ・コック（1945年 - 1962年）
- ゲルハルト・リシック（1962年 - 1967年）
- テュニス・ウィレム・デ・ヨーグ（1967年 - 1980年）
- ゲルハルタス・クリスティアーン・デ・コック（1981年 - 1989年）
- クリスティアン・ロデウィク・スタルス（1989年 - 1999年）
- ティト・ムボウェニ（1999年 - 2009年）
- ギル・マーカス（2009年 - 2014年）
- レセチャ・クガニャゴ（2014年 - ）